# Emmanuelle Peslerbe
Emmanuelle Peslerbe est une écrivaine française née le 23 mai 1962 à Nantes.
Elle exerce la profession de kinésithérapeute.

## Publications
Elle signe deux romans Un bras dedans, un bras dehors, paru le 15 janvier 2007  (ISBN 9782841567997) et Peines perdues, paru le 8 février 2008 aux éditions du Rouergue  (ISBN 9782841569069).